# Isabelle de Beaumont-Gâtinais
 (juin 2024).
Si vous disposez d'ouvrages ou d'articles de référence ou si vous connaissez des sites web de qualité traitant du thème abordé ici, merci de compléter l'article en donnant les références utiles à sa vérifiabilité et en les liant à la section « Notes et références ».
Isabelle de Beaumont-Gâtinais (1240-1272), épouse de Guy VIII de Laval, est la fille de Guillaume de Beaumont-Gâtinais, comte de Caserte, seigneur de Beaumont-Gâtinais et de Villemomble mort en 1269.

## Biographie

### Famille
Isabelle de Beaumont-Gâtinais est dame de Villemomble, de Passy-sur-Marne. Guillaume de Beaumont est lui-même, comte de Caserte, seigneur de Villemomble, fils de Jean Ier de Beaumont-Gâtinais, Grand chambrier de France et d'Alix de Mauvoisin. Jean de Beaumont-Gâtinais (1195-1256) est le fils d'Adam Ier de Beaumont-Gâtinais, également Grand chambrier de France, dont le second fils, Guillaume sera Maréchal de France.

### Légende religieuse
Sans doute très pieuse et charitable, cette dame de Laval serait au cœur d'une légende. Elle y est décrite distribuant des aumônes sans en avoir prévenu son époux, présenté comme dur et avare. Découverte par celui-ci, ses dons se seraient alors transformés en fleurs. Plus tard, mieux informé et ému des bontés de son épouse, le seigneur de Laval lui aurait laissé toute facilité pour agir selon ses sentiments.
Pierre Le Baud, dans une chronique indique que :

« Deux ans après le retour dudit Monsieur Guy, c'est à savoir en l'an 1272, mourut Madame Ysabeau de Beaumont, dame de Laval, sa femme, et fut ensépulturée en l'abbaye Nostre-Dame de Clermont, dont les nobles et aultres de ses terres en furent merveilleusement douloureux, et spécialement les pauvres indigens, car elle estoit très-dévote et aumonière, et tellement, que la renommée d'elle témoigne qu'elle donnoit aux misérables personne tout ce qu'elle pouvoit avoir, dont souventes fois les officiers de l'hostel se complaignoient à leur seigneur, en s'excusant que leurs garnisons ne pouvaient fournir de l'une saison à l'autre. Si advint qu'un jourmondit seigneur, son mari, la rencontra portant aux pauvres plain giron de viande, et lui demanda que c'estoit qu'elle portoit ? Elle respondit que c'estoient couppeaux; il regarda et ne veid que couppeaux. Par quoy il la laissa aller, et s'en alla faire son ausmône; puis, quand vint au soir, il lui enquist plus diligemment que c'estoit qu'elle portoit en son giron, et elle luy dist la vérité; et quand il connut sa bonté, il la licencia de faire tout ce qu'elle voudroit des biens de son hostel. »

Elle est inhumée à l'abbaye de Clermont.